# Yes Tor
Yes Tor – wzniesienie w południowo-zachodniej Anglii, drugie co do wysokości w Parku Narodowym Dartmoor, w hrabstwie Devon, wysokie na 619 m (2031 stóp) nad poziomem morza.
W okolicy znajduje się też wzniesienie High Willhays.

## Turystyka
Szczyt jest dostępny, jednak z uwagi na ćwiczenia wojskowe często jest zamknięty dla turystów.

## W kulturze masowej
Nazwą szczytu zainspirowała się brytyjska grupa rockowa Yes, której jeden z albumów nosi nazwę Tormato. Tło okładki płyty stanowi zdjęcie wzgórza, zaś na kopercie mieszczącej oryginalną, winylową płytę znajduje się fragment mapy okolicy.